# Paulo César Carpegiani
Paulo César Carpegiani (Erechim, 7 febbraio 1949) è un ex calciatore e allenatore di calcio brasiliano, di ruolo centrocampista.

## Carriera

### Club
La carriera di Carpegiani come giocatore inizia nelle giovanili dell'Internacional di Porto Alegre, dove debutta nel 1970 nel campionato brasiliano di calcio. Per 7 anni rimane a giocare nel club, segnando diversi gol e guadagnandosi la convocazione in nazionale per Germania Ovest 1974.
Nel 1977 passa al Flamengo, ma nel 1980 subisce un grave infortunio al ginocchio, che gli pregiudica il proseguimento della carriera agonistica, costringendolo al ritiro a soli 31 anni.

### Nazionale
In nazionale di calcio brasiliana Carpegiani ha giocato 17 volte partecipando anche a Germania Ovest 1974, senza segnare.

### Allenatore
Nel 1981, l'anno successivo al suo forzato ritiro, inizia subito ad allenare nel Flamengo, vincendo la Coppa Libertadores 1981 da debuttante assoluto in panchina,  e successivamente anche la Coppa Intercontinentale. Nel 1982 vince il campionato brasiliano di calcio. Nel 1984 vince il campionato arabo di seconda divisione con l'Al Nasr e nel 1986 il Campeonato Brasileiro Série B con il Náutico.
Nel 1994 vince anche il Campionato paraguaiano di calcio alla guida del Cerro Porteño. Nel 1996 gli viene affidata la panchina del Paraguay, che porta alla qualificazione a Francia 1998. Nel 2001 vince il Campionato Paranaense con l'Atlético PR. Nel 2003 viene chiamato alla guida della nazionale di calcio del Kuwait. Nel 2007 è tornato ad allenare, prendendo le redini del Corinthians. Da aprile ad agosto 2009 è all'Esporte Clube Vitória di Salvador dove mette insieme 11 vittorie, 6 pareggi e 9 sconfitte. Il 31 maggio 2010 viene già annunciato come nuovo allenatore dell'Atlético Paranaense e dopo 11 vittorie, 5 pareggi e 5 sconfitte viene sostituito da Sérgio Soares.
Il 4 ottobre 2010 viene ingaggiato dal San Paolo, ma viene esonerato l'8 luglio dell'anno seguente dopo una serie negativa di risultati.

## Palmarès

### Giocatore

#### Competizioni statali
- Campionato Gaucho: 8

Internacional: 1969, 1970, 1971, 1972, 1973, 1974, 1975, 1976
- Campionato Carioca: 2

Flamengo: 1978, 1979

#### Competizioni nazionali
- Campionato brasiliano: 3

Internacional: 1975, 1976
Flamengo: 1980

### Allenatore

#### Competizioni statali
- Campionato Paranaense: 1

Atlético Paranaense: 2001

#### Competizioni nazionali
- Campionato brasiliano: 1

Flamengo: 1982
- Campionato saudita di calcio di seconda divisione: 1

Al Nasr: 1984
- Campeonato Brasileiro Série B: 1

Náutico: 1986
- Campionato paraguaiano: 1

Cerro Porteño: 1994

#### Competizioni internazionali
- Coppa Libertadores: 1

Flamengo: 1981
- Coppa Intercontinentale: 1

Flamengo: 1981